# Instituto Brasileiro de Geografia e Estatística
L'Instituto Brasileiro de Geografia e Estatística (in italiano: Istituto brasiliano di geografia e statistica), noto anche con la sigla IBGE, è l'agenzia responsabile per le informazioni statistiche, geografiche, cartografiche, geodetiche e ambientali nel Brasile.